# ترزاسکی، استان بزرگ لهستان
ترزاسکی، استان بزرگ لهستان (به لاتین: Trzaski, Greater Poland Voivodeship) یک منطقهٔ مسکونی در لهستان است که در Gmina Zduny, Greater Poland Voivodeship واقع شده‌است.